# Muhlenbergia dubia
Muhlenbergia dubia là một loài thực vật có hoa trong họ Hòa thảo. Loài này được E.Fourn. mô tả khoa học đầu tiên năm 1886.